# Argenteuil
Argenteuil là một xã trong vùng đô thị Paris, thuộc tỉnh Val-d'Oise, vùng hành chính Île-de-France của nước Pháp, có dân số là 100.600 người (thời điểm 2005).
Đây vùng đông dân nhất tại Val-d'Oise, và vùng đông dân đứng thứ 4 của vùng"Île-de-France" chỉ sau Paris, Boulogne-Billancourt và Saint-Denis.
Thị trấn này có nguồn gốc cổ xưa nổi tiếng. Thời trung cổ, đây là nơi lưu trú của Heloise và là điểm đến trong cuộc hành hương của Tunique d'Argenteuil.
Đây cũng là vùng đất nông nghiệp với văn hóa trồng nho và sản xuất rượu nho đầu tiên tại Pháp. Đây cũng là vùng đất cung cấp kinh nghiệm đáng kể về xu hướng phát triển công nghiệp hóa vào cuối thế kỷ thứ 19 trước khi trở thành đô thị IV Île-de-France.

## Thông tin nhân khẩu
| 1962   | 1968   | 1975    | 1982   | 1990   | 1999   | 2006    | 2011    | 2015    |
| ------ | ------ | ------- | ------ | ------ | ------ | ------- | ------- | ------- |
| 82 321 | 90 480 | 102 530 | 95 347 | 93 096 | 93 961 | 102,683 | 104,282 | 110,388 |

## Các thành phố kết nghĩa
- Dessau, Đức
- Clydebank, Scotland
- Alessandria, Ý
- Hunedoara, România

## Khí hậu
Argenteuil, giống như tất cả vùng "� Île-de-France" của Pháp, phải chịu một khí hậu đại dương suy thoái. Do là vùng lân cận Paris nên khí hậu nơi đây có thể lạnh hơn một hoặc hai độ tùy theo điều kiện khí hậu so với các vùng "Île-de-France". Sự khác biệt này đặc biệt đáng chú ý vào những năm 2000 thời tiết ôn hòa hơn, và nhiệt độ có xu hướng gia tăng qua các năm. Nhiệt độ trung bình hàng năm là 11 °C, tháng lạnh nhất là tháng 1 với nhiệt độ trung bình là: + 4 °C; những tháng nóng nhất là tháng 7 và tháng 8 với nhiệt độ là + 19 °C(trung bình hàng ngày). Số ngày trung bình khi nhiệt độ vượt quá 25 °C là 40 ngày và 8 ngày cho nhiệt độ ngoài 30 °C. Từ năm 1955, hầu hết các vùng ở phía nam của Val - d'Oise có thời gian trung bình hàng năm có nắng là 1719 giờ 5 phút.

## Những người con của thành phố
- Héloise, trưởng tu viện của Argenteuil
- Jean-Étienne Delacroix, nghệ nhân nghiệp dư (1847-1923)
- Claude Monet, họa sĩ, sống tại Argenteuil
- Gustave Caillebotte, họa sĩ, sống tại Argenteuil
- Georges Braque, họa sĩ
- Paul Personne, nhạc sĩ
- Christophe Blain, tác giả truyện comic
- Rolandaël, họa sĩ biếm họa
- Albert Robida (1848-1926), họa sĩ
- Sidney, nhạc sĩ,
- Karl Marx, triết gia, sống tại Argenteuil
- Guy Carlier

## Giao thông công cộng[1]
Hệ thống giao thông Pháp rất dễ di chuyển và đơn giản, bởi thế Argenteuil cũng là một thành phố lý tưởng nơi có hệ thống giao thông công cộng phong phú với các trạm thuộc Argenteuil và Val d'Argenteuil, nơi tàu dừng mạng Transilien Paris Saint-Lazare (dòng J).
Kể từ khi tái phát triển bởi STIF và SNCF, Argenteuil đã được trang bị một dòng mới Paris-Saint-Lazare - Ermont-Eaubonne. Tuyến tàu mới này được khai trương vào năm 2006, bổ sung tuyến Paris-Saint Lazare / Cormeilles-en-Parisis - Pontoise / Mantes-la-Jolie cho phép đi thẳng tới Paris trong khoảng mười phút.

#### Các tuyến xe buýt chính là:
361 Gare d’Argenteuil à Gare de Pierrefitte – Stains RER;
140 Gare d’Argenteuil – Asnières-Gennevilliers - Gabriel Péri;
164 Argenteuil - Claude Monet College - Porte de Champerret;

#### Các tuyến tàu chính là:
Gare d’Argenteuil(Transilien Dòng J của Transilien): Paris Saint-Lazare trong 15 phút và Colombes trong 4 phút
Gare Saint-Gratien(T-8):Porte Maillot trong 22 phút
Epinay Orgemont (T-8): Gare Saint-Denis trong 20 phút

#### Di chuyển bằng xe hơi:
Trung tâm thành phố: 10 phút;
Paris Saint-Lazare: 25 phút;
La Défense: 20 phút;
Colombes: 10 phút;
la Plaine-Saint-Denis: 18 phút;
Porte de Clichy: 15 phút;

## Nhà ở
Argenteuil là môi trường sống ngoại ô lý tưởng, chiếm 40,5% diện tích toàn tỉnh Val-d'Oise, (bao gồm 617 hecta). Môi trường sống này phần lớn được tạo thành từ các shop house thứ  thế kỷ 20 và gần đây được bổ sung thêm những biệt thự mang phong cách hiện đại. Argenteuil được bao quanh bởi centre-ville axé kèm theo đại lộ Gabriel Peri, bao gồm một hỗn hợp của phương tiện và nhà ở tập thể lớn và môi trường sống liên tục xuống cuối thế kỷ 19 và đầu thế kỷ thứ 20. Các khu vực hoạt động chính tập trung ở bờ sông Seine ở phía nam, và trong ranh giới của Sartrouville ở phía tây; chiếm 194 ha tương đương 12,7% diện tích thành phố. Hầu hết tập trung phần lớn ở phía tây (Val d'Argenteuil) và ở một mức độ thấp hơn ở phía đông (Orgemont). Ngoài các khu đô thị, các khu vực xanh và dự án chưa phát triển nằm trên các gò tại Parisis ở phía bắc và phía đông, và chiếm tổng diện tích 442 ha tương đương 25% diện tích thành phố. Lưu ý cuối cùng là 189 ha tương đương 12,4% diện tích lãnh thổ, được sử dụng cho các kênh truyền thông, đặc biệt quan trọng nhất là tuyến đường sắt 28.

## Ẩm thực
Argenteuil là thị trấn trồng nho đầu tiên của Île-de-France, có gần một ngàn ha lãnh thổ tại Argenteuil được sử dụng cho nền văn hóa của rượu vang cho đến khi có sự xuất hiện của rệp hại rễ nho và quá trình đô thị hóa ồ ạt vào thế kỷ 20. Các loại rượu vang Argenteuil là vào cuối thế kỷ thứ 18 được sản xuất ồ ạt tại địa phương (chaptalisation) từ các giống nho đa dạng nhất. Guy de Maupassant đã mô tả nó như sau: Ông đã so sánh bản thân với một người đàn ông đã nếm thử tất cả các mùi vị đặc trưng của tất cả các loại rượu vang, và đã không còn phân biệt được rượu vang Château Margaux từ Argenteuil được nữa. " Ông được mệnh danh là piccolo (tiếng lóng của Thuật ngữ "rượu").
Từ năm 1999, giống nho hiện tại của Argenteuil sản xuất mỗi năm theo phong cách pinot noir và chardonnay cổ điển. Cách đó không xa, vườn nho Sannois sản xuất từ năm 2006 một loại rượu vang trắng, kết quả từ các giống nho chardonnay và pinot gris.